# Leidingen
Leidingen er en bydel i  kommunen  Wallerfangen med ca. 190 indbyggere i Landkreis Saarlouis i den tyske delstat (Bundesland) Saarland.

## Geografi
Leidingen ligger på Saargau-plateauet. Byen ligger direkte op til grænsen mod Frankrig; på den franske side af grænsen ligger Leiding, som udgør den østlige del af kommunen Heining-lès-Bouzonville i Lorraine (Moselle). Den tysk-franske grænse mellem de to små byer udgøres af en vej på 1,6 km, der på den tyske side har navnet "Neutrale Straße" og på den franske side "Rue de la Frontière". De to små, næsten ens benævnte byer udgjorde tidligere et fælles samfund. Leidingen på den tyske side har 192 indbyggere, mens Leiding på den franske side kun har 28 indbyggere.

## Historie
I 2010'erne er man igen begyndt at samarbejde om fælles løsninger mellem de to byer på områder som drikkevandsforsyning og spildevandshåndtering, der blevet håndteret fra tysk side, mens gadebelysningen i Neutrale Straße/Rue de la Frontiére er overtaget af Frankrig. De to sider skiftes til at klare snerydningen til forskel fra tidligere, hvor hvert samfund har taget sin egen halvdel; den nye løsning giver en mere ensartet rydning. På begge sider af gaden er der nu også etableret samme type gadebelysning. Det tværnationale samarbejde har dog krævet både midler fra EU såvel som overvindelse af bureaukrati.